# Wang Hao (simhoppare)

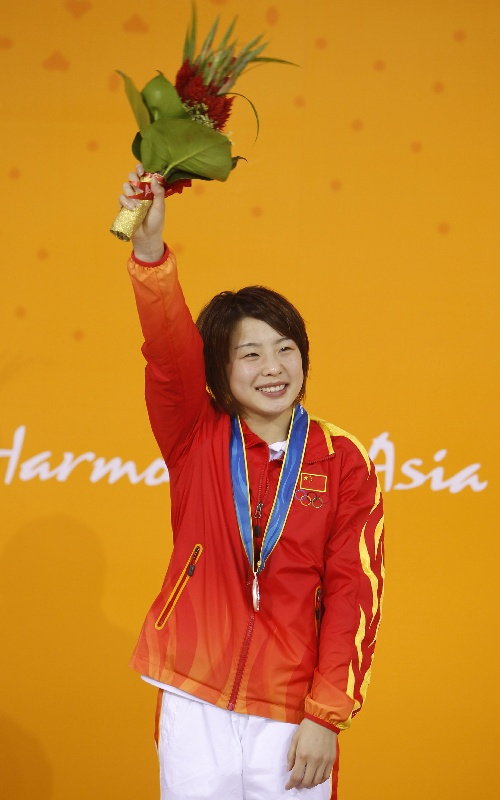

Wang Hao (kinesiska: 汪皓, pinyin: Wāng Hào, född 26 december 1992 i Tianjin, Kina) är en kinesisk simhoppare.